# Erycibe floribunda
Erycibe floribunda är en vindeväxtart som beskrevs av Pilger. Erycibe floribunda ingår i släktet Erycibe och familjen vindeväxter. Inga underarter finns listade i Catalogue of Life.